# Чигурха
Чигурха (абх. Чигурха), до 1992 года, а также ныне в Грузии — Вели (груз. ველი) — село в Абхазии, в Гагрском районе частично признанной Республики Абхазия, согласно административному делению Грузии — в Гагрском муниципалитете Абхазской Автономной Республики. Высота над уровнем моря составляет 380 метров.

## Население
По данным 1959 года в селе Вели жило 248 человек, в основном армяне В 1989 году в селе проживало 72 человека, также в основном армяне.

## История
Согласно Постановлению ВС Республики Абхазия от 4 декабря 1992 село Вели было переименовано в Чигурха. По законам Грузии продолжает носить название Вели.